# 郭兆贵
郭兆贵（1929年—），男，广西北海人，中国药理学家，曾任湖南医学院教授、博士生导师。